# Jessica Mundy
Pour les articles homonymes, voir Mundy (homonymie).
Jessica Mundy, née le 25 septembre 1994 à Adélaïde, est une coureuse cycliste australienne.

## Palmarès
- 2010
  -  Médaillée d'argent du championnat d'Océanie de scratch juniors
  -  Médaillée de bronze du championnat d'Océanie de poursuite par équipe
- 2011
  -  Médaillée d'or du championnat d'Océanie sur route juniors
  - 2e du championnat d'Australie sur route juniors
  - 3e du championnat d'Australie du contre-la-montre juniors
  - 3e du Geelong Tour
- 2012
  -  Médaillée de bronze du championnat d'Océanie sur route juniors
  -  Médaillée de bronze de la course en ligne juniors des Jeux d'Océanie
  - 3e du championnat d'Australie sur route juniors
- 2013
  -  Championne d'Australie de l'américaine (avec Annette Edmondson)
  - 3e du championnat d'Australie du critérium espoirs
- 2014
  - 3e du championnat d'Australie du critérium espoirs
  - 3e du championnat d'Australie sur route espoirs
- 2015
  -  Championne d'Australie de l'américaine (avec Annette Edmondson)
- 2016
  -  Championne d'Australie du critérium espoirs
  -  Médaillée d'argent du championnat d'Océanie sur route
  - 2e du championnat d'Australie sur route espoirs

### Classements mondiaux
| Année                                 | 2015 | 2016 |
| ------------------------------------- | ---- | ---- |
| Classement UCI                        | 369e | 185e |
|                                       |      |      |
| Légende : nc = non classéSource : UCI |      |      |